# Lemieszewicze
Lemieszewicze (biał. Лемяшэвічы; ros. Лемешевичи) – wieś na Białorusi, w obwodzie brzeskim, w rejonie pińskim, w sielsowiecie Łopacin, nad Prypecią i przy Rezerwacie Krajobrazowym Środkowa Prypeć.
Siedziba parafii prawosławnej; znajduje się tu cerkiew pw. Narodzenia Najświętszej Maryi Panny.

## Historia
Dawniej wieś i folwark. W dwudziestoleciu międzywojennym leżały w Polsce, w województwie poleskim, w powiecie pińskim. Od XIX w. do 1939 siedziba gminy Lemieszewicze. W międzywojniu erygowano tu parafię rzymskokatolicką i w latach 1933 - 1935 wybudowano drewniany kościół pw. Najświętszej Maryi Panny Królowej Korony Polskiej, który został spalony w trakcie II wojny światowej. Po wojnie parafia zanikła.
Policjant posterunku Policji Państwowej w Lemieszewiczach Piotr Zasłona został ofiarą zbrodni katyńskiej. Jego nazwisko widnieje na Białoruskiej Liście Katyńskiej.
Po II wojnie światowej w granicach Związku Sowieckiego. Od 1991 w niepodległej Białorusi. Do 17 września 2013 siedziba sielsowietu Lemieszewicze.

## Bibliografia

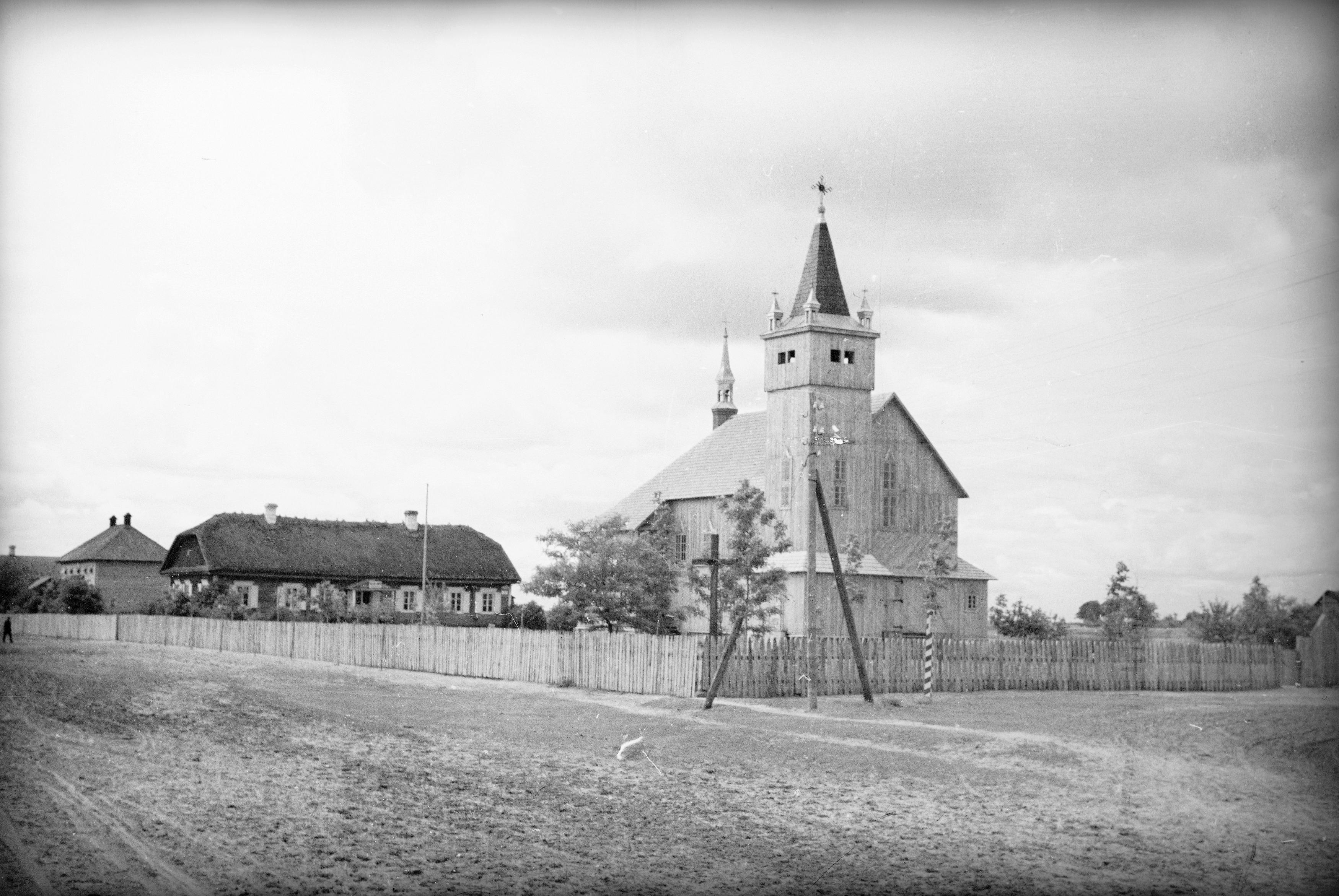
Kościół Najświętszej Maryi Panny Królowej Korony Polskiej w 1936 (obecnie nieistniejący)